# 竹中信常
竹中 信常（たけなか しんじょう、1913年（大正2年）8月12日 - 1992年（平成4年）6月11日）は、宗教学者。大正大学教授。専門は宗教心理学、宗教儀礼の研究。

## 略歴
東京生まれ。1936年 大正大学宗教学科を卒業後、1960年『比較宗教学より見たる儀礼の理論と様態』により文学博士（大正大学）。東京大学、淑徳大学、佛教大学講師を経て大正大学教授となる。大正大学宗教学研究室主任、日本宗教学会常務理事、浄土宗総合研究所長等を歴任。

## 主要著作

### 単著
- 『宗教心理の研究』（青山書院、1957）
- 『宗教儀礼の研究』（青山書院、1960）
- 『創価学会―その性格と活動―』（労働法学出版、1967）
- 『日本人のタブー』（講談社、1971）
- 『タブーの研究』（山喜房佛書林、1977）
- 『現代宗教学の理解』（山喜房佛書林、1978）
- 『宗教学序説』（山喜房佛書林、1978）
- 『仏教―心理と儀礼―』（山喜房佛書林、1979）
- 『仏教への問いかけ』（山喜房佛書林、1984）
- 『宗教的体験と人格』（山喜房佛書林、1986）
- 『宗教思想史稿』（山喜房佛書林、1991）

### 翻訳
- 『宗教と呪術―比較宗教学入門―』（誠信書房、1964）